# Lech Haydukiewicz
Lech Stanisław Haydukiewicz (ur. 20 listopada 1973 w Jaśle) – polski polityk, nauczyciel i nauczyciel akademicki, członek Krajowej Rady Radiofonii i Telewizji. Wnuk Lecha Wojciecha Haydukiewicza.

## Życiorys
Ukończył XIV Liceum Ogólnokształcące im. Mikołaja Kopernika w Krakowie, w latach 1992–1996 studiował geografię na Wydziale Biologii i Nauk o Ziemi Uniwersytetu Jagiellońskiego. Odbył także kurs pedagogiczny na Politechnice Krakowskiej.
W latach 1996–2005 pracował jako nauczyciel geografii w Liceum Ogólnokształcącym Zakonu Pijarów w Krakowie. W 1997 został pracownikiem naukowym w Instytucie Geografii na Akademii Pedagogicznej im. Komisji Edukacji Narodowej w Krakowie. W 2004 obronił doktorat na podstawie pracy zatytułowanej Przemiany etniczne ludności polskiej na Litwie w aspekcie przestrzennym. Później związany zawodowo także ze Szkołą Wyższą im. Bogdana Jańskiego w Warszawie.
W 1989 był jednym z założycieli Młodzieży Wszechpolskiej, kierował krakowskimi strukturami tej organizacji, a w latach 1992–1996 był również wiceprezesem władz krajowych. Należał do Stronnictwa Narodowego, następnie działał w Lidze Polskich Rodzin. Z ramienia tej partii bez powodzenia ubiegał się o mandat poselski w Parlamencie Europejskim w 2004 w okręgu małopolsko-świętokrzyskim (otrzymał 4983 głosy), a rok później w Sejmie w okręgu kieleckim (otrzymał 1865 głosów).
W styczniu 2006 został wybrany przez Sejm w skład Krajowej Rady Radiofonii i Telewizji, jako wspólny kandydat Samoobrony RP i Ligi Polskich Rodzin. W związku z nieprzyjęciem przez Sejm i Senat sprawozdania KRRiT za 2009, potwierdzonym przez Bronisława Komorowskiego, tymczasowo wykonującego obowiązki prezydenta RP, jego kadencja zakończyła się w 2010.
W 2015 był zarejestrowanym kandydatem do Senatu w jednym z małopolskich okręgów wyborczych, reprezentując Obywatelski Komitet Wyborczy Wyborców Romana Giertycha. Zrezygnował jednak przed wyborami ze startu, popierając kandydata PO.